# オージオ・ソプラ
オージオ・ソプラ（伊: Osio Sopra  ( 音声ファイル)）は、イタリア共和国ロンバルディア州ベルガモ県にある、人口約5,200人の基礎自治体（コムーネ）。

## 地理

### 位置・広がり
ベルガモ県のコムーネ。県都ベルガモから南西へ10km、州都ミラノから東北東へ37kmの距離にある。

#### 隣接コムーネ
隣接するコムーネは以下の通り。
- ダルミネ
- フィラーゴ
- レヴァーテ
- オージオ・ソット

### 地震分類
イタリアの地震リスク階級 (it) では、3 に分類される
。

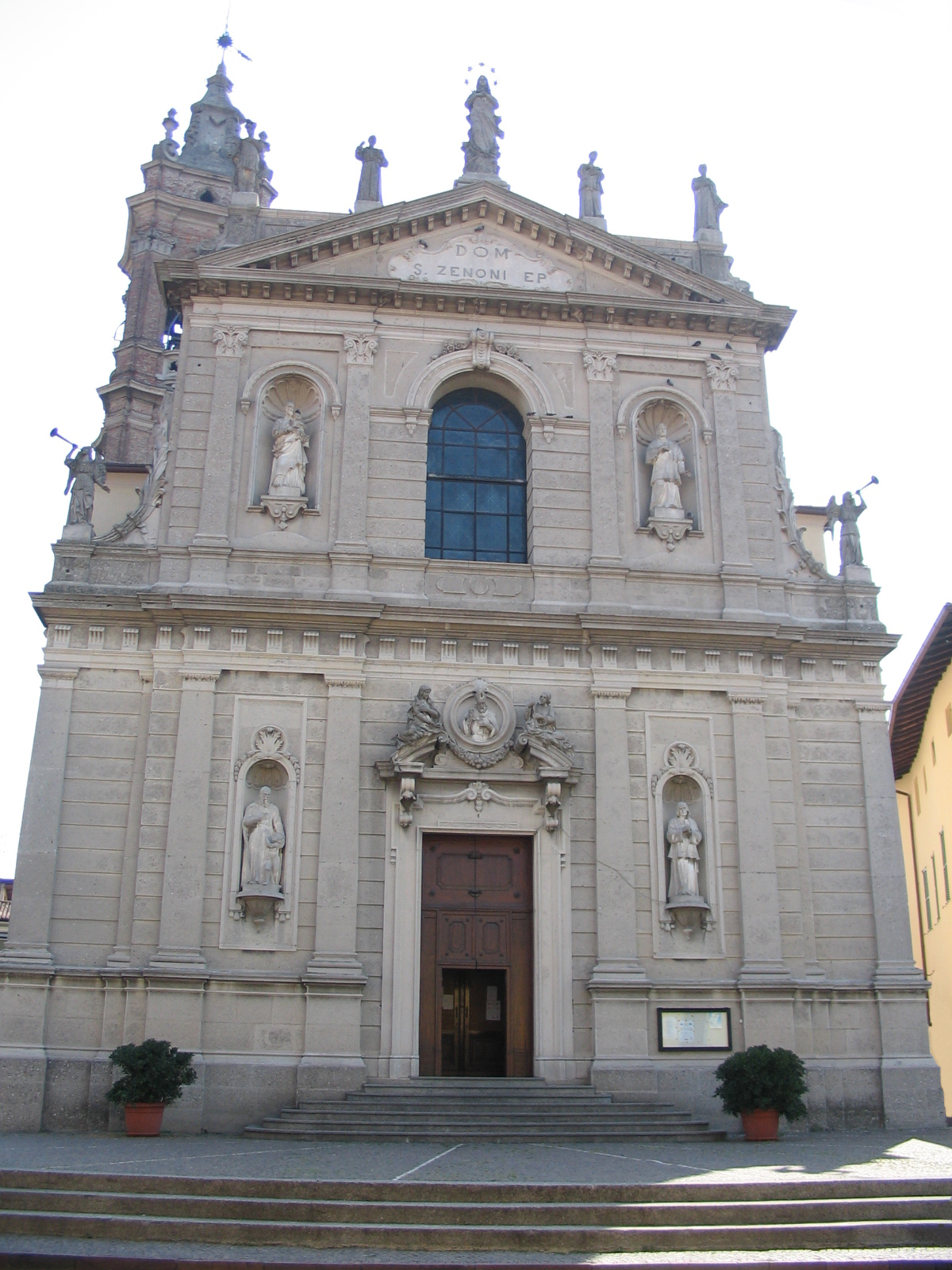
San Zenone